# Ентоні Стронг
Ентоні Стронг (англ. Anthony Strong; нар. 29 жовтня 1984) — англійський джазовий виконавець, композитор, піаніст.
Освіту здобув у школі при Королівської музичної академії, школі Перселла і Guildhall School of Music and Drama (ступінь бакалавра джазового фортепіано).

## Музична кар'єра
Його музична кар'єра розвивалася досить стрімко, про що свідчить звання «Нової джазової зірки Англії». Будучи студентом останніх курсів музичної академії, він заслужив репутацію перевіреного сайдмена, якого із задоволенням запрошували приєднатися для записів такі виконавці, як Марті Пеллоу, Шарлота Черч, Майкл Болтон і Джосселін Браун. Він неодноразово з'являвся на самих різних телевізійних шоу в складі оркестрів музичного супроводу.

### Laughing in Rhythm
У 2012 році Стронг випускає альбом під назвою «Laughing in Rhythm» за участю Джессіки Хайнс, кошти від реалізації якого направляються в фонд потребуючим дітям. Після цього молодий виконавець відправляється в тур та відвідує 25 європейських міст. У Німеччині його запрошують у популярне шоу Гарольда Шмідта, а в Парижі Стронгу випадає честь виступити з BB King у Ле-Гран Рекс. У січні 2013 року стало відомо, що він підписав контракт з паризьким лейблом Naïve Records, де через кілька місяців випустив альбом «Stepping Out». Після виступів у Лондоні британська газета Metro назвала Ентоні «головним молодим талантом». Участь у шоу «MorgenMagazin» і «Stepping Out» принесло йому перше місце в чартах ITunes і Amazon, а також джазових хіт-парадів Німеччини.